# Dongragarh
Dongragarh là một thành phố và khu đô thị của quận Rajnandgaon thuộc bang Chhattisgarh, Ấn Độ.

## Nhân khẩu
Theo điều tra dân số năm 2001 của Ấn Độ, Dongragarh có dân số 34.440 người. Phái nam chiếm 51% tổng số dân và phái nữ chiếm 49%. Dongragarh có tỷ lệ 73% biết đọc biết viết, cao hơn tỷ lệ trung bình toàn quốc là 59,5%: tỷ lệ cho phái nam là 81%, và tỷ lệ cho phái nữ là 66%. Tại Dongragarh, 12% dân số nhỏ hơn 6 tuổi.